# Giải bóng đá hạng nhất quốc gia Saint Lucia 2018
Giải bóng đá hạng nhất quốc gia Saint Lucia 2018 là mùa giải thứ 40 của giải bóng đá cao nhất tại Saint Lucia. Mùa giải bắt đầu từ ngày 11 tháng 2 năm 2018 và kết thúc ngày 14 tháng 3 năm 2018.

## Bảng xếp hạng
```
1.Platinum FC              7   4  3  0  18- 3  15       Vô địch
2.VSADC                    7   4  3  0  13- 9  15
3.Ti Rocher                7   2  4  1  15-11  10
4.Uptown Rebels            7   2  4  1   6- 3  10
5.Big Players FC           7   3  1  3  11-13  10
6.Northern United          7   2  2  3  10-11   8
--------------------------------------------------
7.Allez                    7   0  4  3   9-15   4       Xuống hạng
8.RV Juniors               7   0  1  6   6-23   1       Xuống hạng
```